# Reunion Tower
La tour de la Réunion, Reunion Tower, est une tour d'observation d'une hauteur de 171 m et l'un des monuments les plus reconnaissables de Dallas au Texas.
La tour fait partie du complexe hôtelier Hyatt Regency, et est le 15e plus haut bâtiment de Dallas. 
Cette structure autoportante a été conçue en 1978 par le cabinet d'architectes Welton Becket & Associates.